# Reprise (música)

Signo de repetición.

En teoría de la música, el galicismo reprise (pron. [ʁəpʁiz]; del verbo reprendre ‘repetir’, ‘reanudar’) o su adaptación reprís hace referencia a la repetición o reiteración del material musical o sonoro anteriormente expuesto en una composición.

## Origen

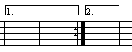
Signo de repetición con casilla primera y casilla segunda.

En el siglo XVIII, un reprise hacía referencia a cualquier sección repetida, como se indica al comienzo y al final de los signos de repetición.
Un petite reprise o reprise parcial, en música barroca, generalmente ocurre al final de una pieza, repitiendo la frase con ornamentaciones adicionales.
En la música contemporánea, el concepto musical de reprise se ha extendido hacia la música rock, al jazz e, incluso, a las bandas sonoras.

## Ejemplos dereprisesfamosos
En la música rock
Reprise puede referirse a una versión acortada de una canción, similar pero diferente en su ejecución con respecto a la canción en que se basa. Un ejemplo en la música popular de rock podría ser «Time», la cuarta canción del álbum de Pink Floyd de 1973, The Dark Side of the Moon, que contiene una repetición de «Breathe», segunda canción del citado álbum.
En la música jazz
En la música de improvisación como el jazz, tenemos ejemplos de reprises famosos en el autor Herbie Hancock que usa una sección musical, denominada head, para después improvisar y volver al head. En otras palabras, el tema original ha regresado como una repetición o reprise.
En el teatro musical
En el teatro musical, los reprises son cualquier repetición de una canción o tema anterior, generalmente con música y letras cambiadas y acortadas para reflejar el desarrollo de la historia. Por ejemplo, en la versión teatral de Los miserables, una canción del antagonista principal titulada «Javert's Suicide» es similar en la letra respecto a un monólogo del protagonista. Al finalizar la canción, se repiten partes instrumentales oídas durante el musical.
En el musical Mamma Mia!, los reprises de «Mamma Mia», «Dancing Queen» y «Waterloo» no alteran la letra, tan sólo son versiones abreviadas de los temas originales presentados anteriormente.
En las bandas sonoras
La música para cine hace un amplio uso de reprises ya que los personajes son rastreados a lo largo de una película con motivos musicales. Por ejemplo, en la banda sonora de La bella y la bestia, compuesta por Alan Menken y Howard Ashman hay varios reprises en los temas titulados «Belle (Reprise)» y «Gaston (Reprise)».

## Otros usos
También se le llama reprise a la tradición existente en algunas competencias musicales (como los festivales de San Remo o Eurovisión) de que la canción o melodía triunfadora se interpreta una última vez para dar por finalizada la velada en cuestión. En estos casos, también se le llama winner reprise, o "interpretación del triunfador".

## Repriseen literatura
En posmodernidad el término reprise ha sido tomado de la terminología musical para ser utilizado en la crítica literaria por Christian Moraru.